# Sceloporus occidentalis
La sargantana espinosa nord-occidental (Sceloporus occidentalis) és un petit rèptil autòcton de la costa oest dels Estats Units i el nord de Mèxic. De manera molt característica, té una coloració blava a l'abdomen.

## Taxonomia i subespècies
Sceloporus occidentalis pertany a l'ordre dels Escatosos (Squamata), família dels Frinosomàtids (Phrynosomatidae) i gènere Sceloporus (els anomenats sargantanes espinoses).
S'han descrit 6 subespècies, concretament:
- Sceloporus occidentalis biseriatus
- Sceloporus occidentalis bocourtii
- Sceloporus occidentalis longipes
- Sceloporus occidentalis occidentalis
- Sceloporus occidentalis taylori
- Sceloporus occidentalis beckii

## Etimologia
El nom occidentalis fa referència a la distribució continental de l'espècie. Pel que fa al nom de les subespècies conegudes:
- El nom biseriatus fa referència a les dues cadenes de taques clares dorsolaterals que aquest tàxon presental al seu dors.
- El nom longipes fa referència a la llargada dels dits d'aquesta subespècie.
- Els epònims bocourtii, taylori i beckii son en honor a l'herpetòleg francès, Marie Firmin Bocourt, i els altres dos descobridors, respectivament.

## Descripció

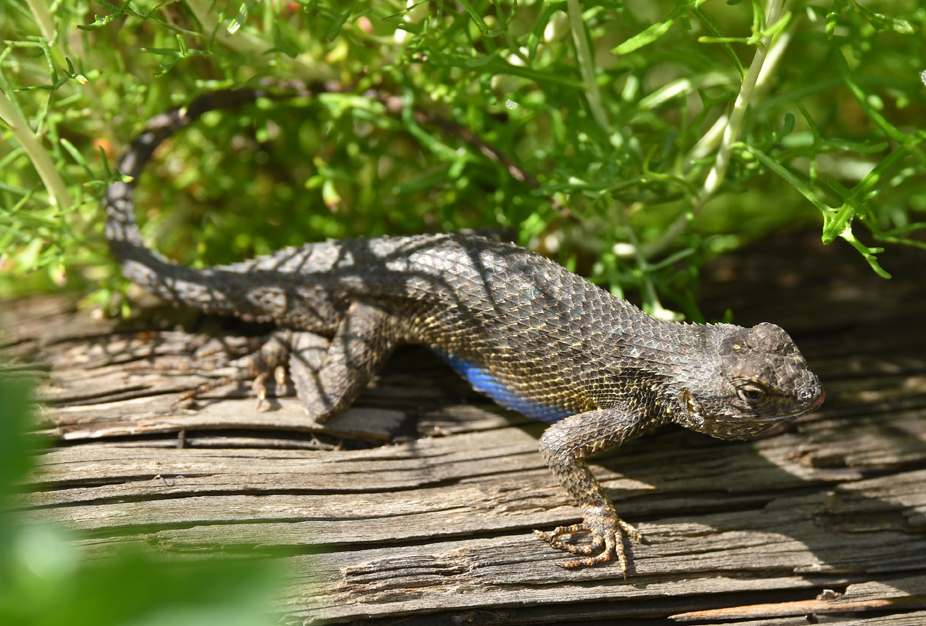
Sceloporus occidentalis sota un arbust.

Les sargantanes espinoses nord-occidentals adultes acostumen a mesurar uns 21 cm, amb una longitud morro-cloaca d'entre 5.7 i 8.9 cm. Acostumen a tenir una coloració fosca i terrosa al dors, i una característica pigmentació blava a l'abdomen. També tenen coloració groguenca a la part ventral de les potes. Els mascles tenen taques blaves a la regió anterior del coll i la gola, que no estàn presents en individus joves i en femelles.

## Ecologia
Una de les característiques de Sceloporus occidentalis que determina les seves relacions ecològiques és que la seva àrea vital (com altres rèptils petits) és molt reduïda (0.5 hectàrees). Aquesta limitació territorial fa que les poblacions tinguin una vida molt limitada als voltants de l'àrea on neixen.

### Comportament

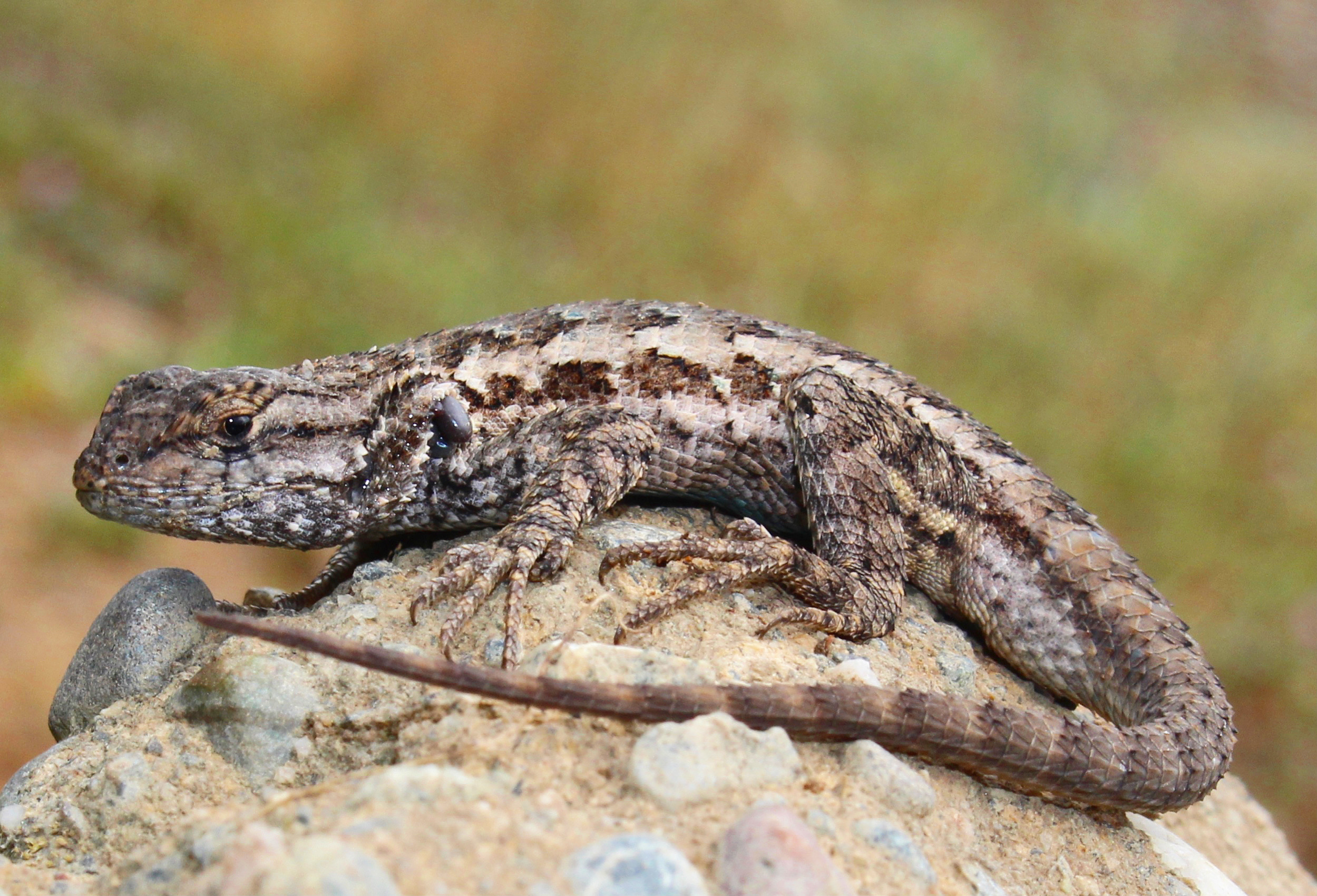
Sceloporus occidentalis sobre una roca elevada.

Aquestes sargantanes acostumen a situar-se en elevacions i punts prominents del terreny, en superfícies verticals (com murs o tanques de fusta) i ocasionalment en el tronc dels arbres, per a escalfar-se amb el sol i buscar menjar i predadors. Com altres espècies similars, Sceloporus pot alterar la seva coloració per mimetitzar-se amb el terreny, de manera que un individu de coloració clara en un terreny fosc adapta la seva pigmentació tornant-la més fosca per quedar camuflat.
Com altres espècies de rèptils, els Sceloporus occidentalis es troben inactius quan les temperatures baixen prou o el clima és fred. La durada del seu període d'hibernació depèn del clima local, tot i que la sortida del cau d'hivern acostuma a ser generalment entre finals d'hivern i inicis de primavera. S'ha observat que son resistents a temperatures àrides.

### Reproducció
La temporada reproductiva comença a la primavera, tot i que els individus no es reprodueixen fins a la primavera del seu segon any de vida. Les femelles ponen ous sota una superfície plana, excavant un niu de nit. Acostumen a fer entre una i tres postes, d'entre 3 i 17 ous cadascuna entre Abril i Juliol. Els ous es desclouen entre Agost i Setembre.

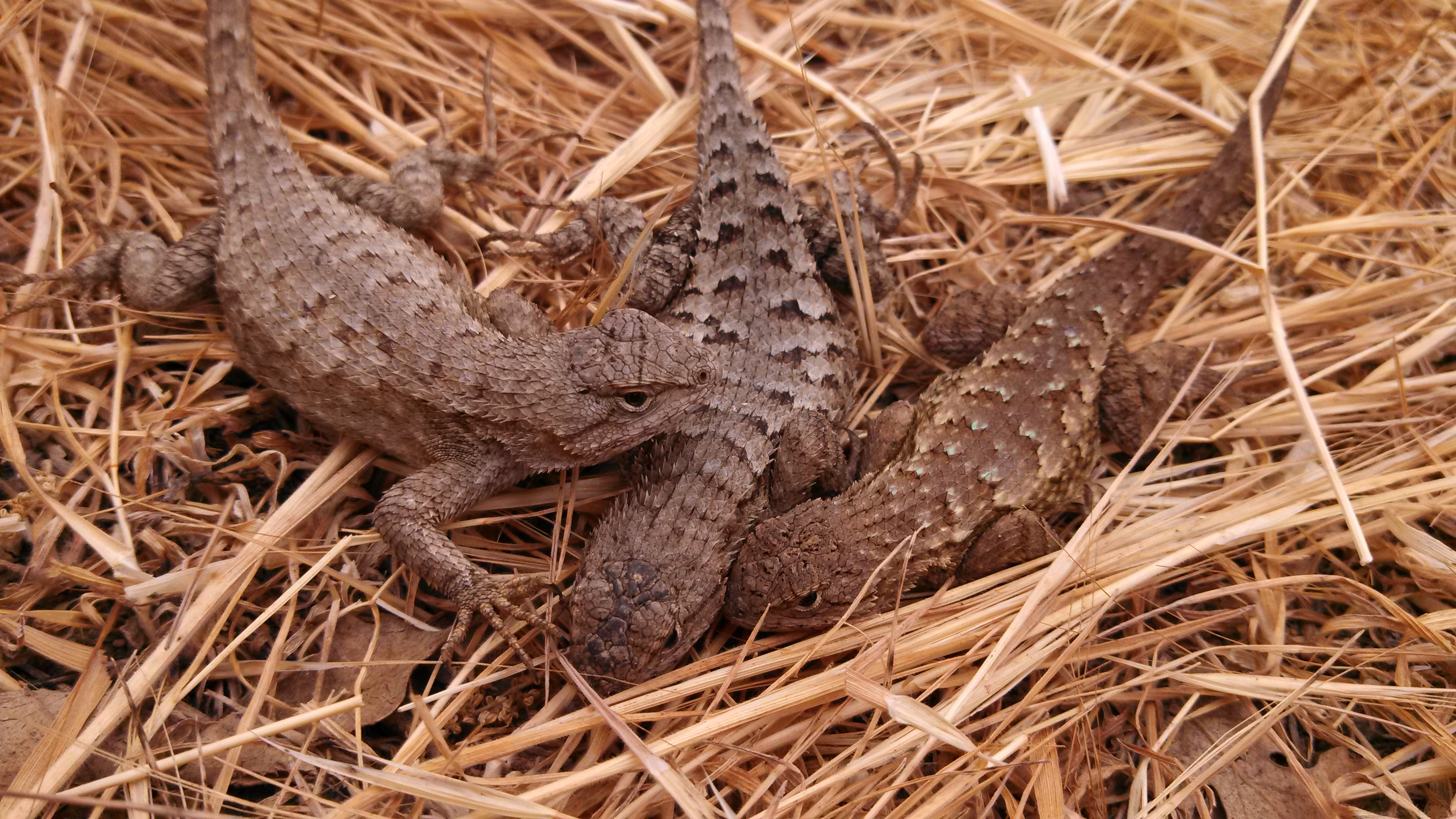
Grup de joves Sceloporus occidentalis.

### Dieta
La seva alimentació consisteix principalment en petits insectes, sobretot diferents espècies de formigues. Tot i així, no són restrictius en la selecció de les seves preses: mengen la majoria d'espècies d'artròpodes i aràcnids de mida petita, o suficientment petits per a ser còmodament depredats. Alguns exemples freqüents son escarbats, cucs, aranyes i similars. S'han descrit casos de canibalisme d'individus adults cap a nounats i petits joves (que tenen una mida marcadament inferior als seus homòlegs adults). S'han fet observacions de Sceloporus occidentalis ingerint fulles i petites pedres de manera ocasional.
Els seus predadors principals, atesa la seva predilecció pels llocs elevats i amb poca cobertura vegetal, són les serps i les aus de presa, així com petits mamífers carnívors.

### Conservació
Sceloporus occidentalis ha estat avaluat per la Unió Internacional per la Conservació de la Natura en la seva Llista Vermella d'Espècies Amenaçades del 2007, i se l'ha caracteritzat de Preocupació Menor. La població de Sceloporus segueix una tendència estable, sense amenaces rellevants identificades i amb una bona adaptació a la presència humana.

### Malaltia de Lyme
Un estudi en la incidència de malaltia de Lyme i la seva relació amb sargantanes espinoses nord-occidentals dona indicis què aquesta és menys prevalent en regions amb presència de Sceloporus occidentalis. Quan les paparres portadores de la malaltia piquen una sargantana per alimentar-se de la seva sang, una proteïna a la sang de la sargantana mata el bacteri causant de la malaltia (Borrelia burgdorferi) a l'intestí de la paparra. Conseqüentment, el bacteri intestinal a la paparra és eliminat i aquesta ja no pot transmetre la malaltia via les següents picades a altres individus.

## Distribució geogràfica
Sceloporus occidentalis es troba a diversos hàbitats, com prades, boscos, terrenys rocosos, vessants, fileres de tanques de fusta, etc. Sol albirar-se en el sòl o en elevacions de poca alçada, però en algunes ocasions se la troba pujada a arbustos alts i branques elevades. Té una bona tolerància a les zones habitades per l'home. A l'Illa de Cedres, es troba als boscos de pins de les zones altes de l'illa.
Sceloporus occidentalis es distribueix per l'oest dels Estats Units i el nord-oest de Mèxic. Més concretament, a la Gran Conca d'Utah i Nevada cap al nord fins a l'est d'Oregon i el sud-oest d'Idaho i les Muntanyes Blaves del sud-est de Washington. També és present en els vessants orientals de les Cascades, a la vall del riu Columbia i a la zona de Puget Sound a Washington. Es coneix una única espècie a Cheney, Washington. A Oregon, l'espècie és present a la vall de Willamette i a la vall del riu Columbia, a l'est de la desembocadura del riu Deschutes, i a la serralada de la costa, des de Califòrnia fins a la badia de Coos. Al sud de la Gran Conca aquestses sargantanes són presents a la regió del desert de Mojave, a les zones de més altitud. Es troba a la Sierra Nevada, la Serralada de la Costa, les valls de Sacramento i Sant Joaquim i les Muntanyes Tehachapi al llarg del sud de la costa de Califòrnia, a l'oest del Desert de Mojave, fins a la Serra de Sant Pere Mártir de Baixa Califòrnia del Nord, Mèxic.

## Evolució i adaptacions

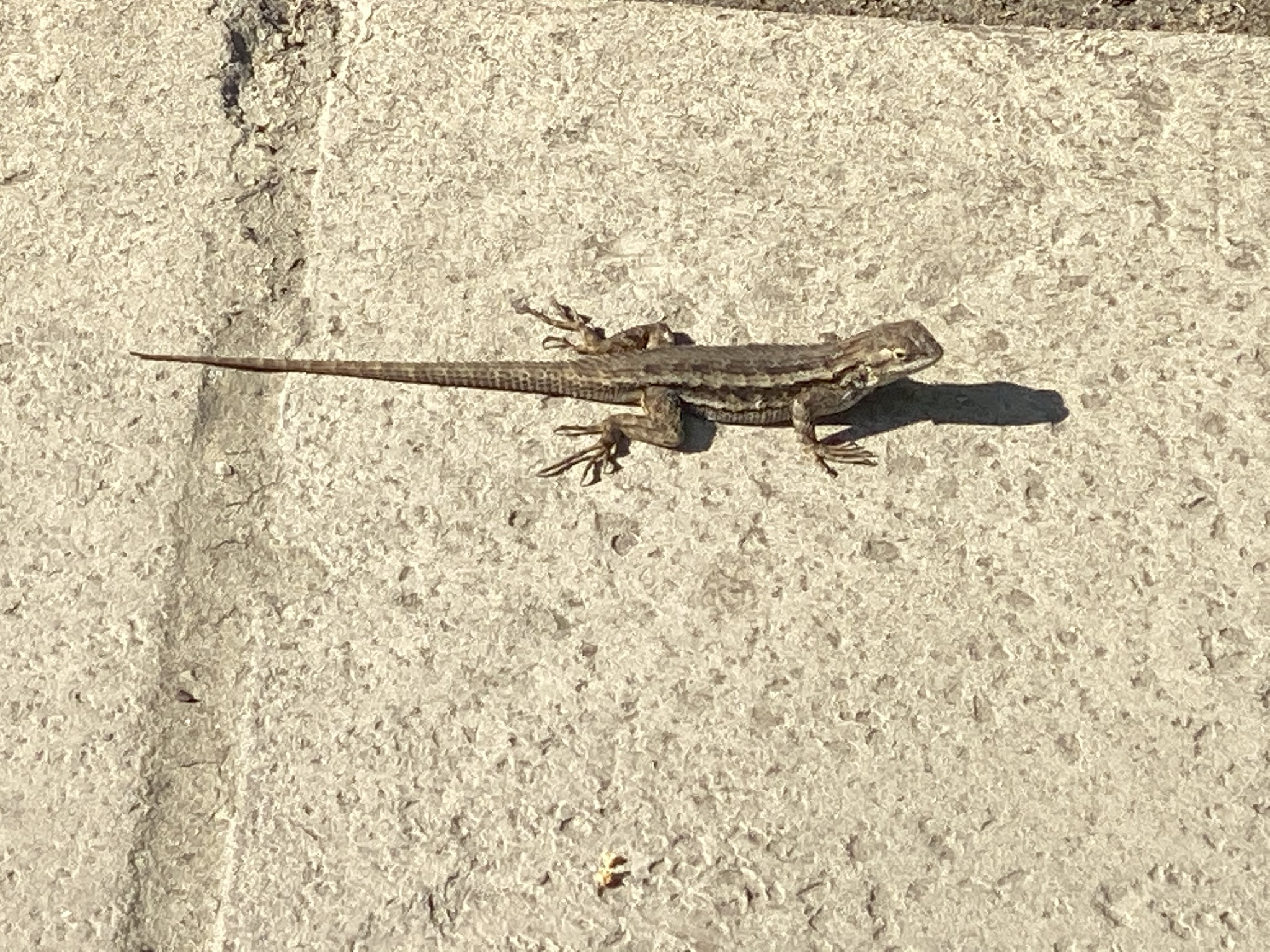
Sceloporus occidentalis sobre asfalt.

L'espècie de Frinosomàtids filogenèticament més propera a Sceloporus occidentalis és Urasaurus ornatus, seguida de Uta stansburiana.
Dins el gènere Sceloporus, l'espècie més propera en filogènia utilitzant ARN mitocontdrial és Sceloporus virgatus, seguida de Sceloporus olivaceus.
S'han descrit adaptacions modernes a l'espècie humana, principalment derivades dels canvis en les característiques dels materials que s'utilitzen en construcció urbana comparat amb els seus hàbitats tradicionals. La transició de superfícies orgàniques i roques a una superfície principalment d'asfalt i ciment ha afavorit l'acurtament de les extremitats i la longitud dels dits per a una millor agafada.
També, per la influència del microclima urbà, s'ha observat una reducció en la densitat d'escates i un increment de la mida d'aquestes, atesa la major estabilitat tèrmica comparat amb l'exterior de les zones urbanes.
La mida de les escates s'ha demostrat inversament proporcional a l'aridesa com a mecanisme protecció contra la dessecació, i hi ha indicis que la escala corporal de Sceloporus occidentalis és inversament proporcional a la temperatura més baixa viscuda durant el seu primer hivern.